# Скуби-Ду! Зловещий Замок
«Скуби-Ду! Зловещий Замок» (англ. Scooby-Doo! First Frights) — компьютерная игра в жанре платформер, выполненная в трехмерной графике. Разработана Torus Games и издана Warner Bros. Interactive Entertainment. Впервые вышла 22 сентября 2009 года в Северной Америке. В России вышла 16 декабря 2011 года. Была переведена компанией СофтКлаб.

## Игровой процесс
В версии для портативных компьютеров в игре курсор не используется. Основной процесс игры, прохождение уровней за двух определённых персонажей. Решение головоломок и сражение с врагами. Игра поделена на 4 главы, каждая переносит команду в разные локации. В каждой главе главная задача, решить тайну, от спасения школьного концерта от призрака, до снятия проклятия с замка. В течение игры, игрок собирает улики, встречается с новыми персонажами которые помогают раскрыть определённую тайну.
Каждый член команды Скуби является играбельным и имеет свои особые способности, которые помогают в прохождении в течение игры.
Во время прохождение игры, игрок собирает «Скуби-печеньки» которые используются для покупки костюмов в меню игры. В игре также разбросаны тайные «Скуби медальоны» которые прибавляют по 500 «Скуби-печенек».
Каждая глава состоит из нескольких уровней, одной погони и одной битвы с боссом. В «погоне», игрок убегает от монстров (в основном главных боссов), и пытается не угодить в ловушки или не быть пойманным монстром. В «битве с боссом» игрок сражается с главным боссом всей главы. Каждая «битва с боссом» делится на 3 разные стадии. После победы над боссом, игроку даётся шанс выбрать персонажа, который может находится за маской босса.

## Сюжет
Команда Скуби-Ду собирается ехать на фестиваль еды у Замка Кейстоун. Но неожиданно Дафна сообщает, что её кузине Анне нужна помощь с выступлением в школе. Команда решает поехать к Анне а затем в замок на фестиваль.
После приезда в школу, команда решает разделиться, чтобы быстрее найти Анну. Шегги и Скуби случайно находят Анну, которая сообщает им что в школе появился призрак, и из-за него Анна и учитель драмы Мисс Хилкен не провели ни одной репетиции. Шегги и Скуби сообщают о призраке всей команде, затем находят вход в столовую через вентиляцию, в которую может пройти только Скуби-Ду. После этого Фред и Велма находят на футбольном поле перчатку того самого призрака и сразу же после этого встречаются с Тренером Хэйсом, когда появляется сам призрак. Затем команда находит вход в саму школу. Там на Шегги и Скуби нападает призрак, от которого те убегают. Затем в школьной библиотеке, Фред и Дафна находят свисток Тренера Хэйса. Затем Фред с Дафной проходят за кулисы актового зала, где встречают Мисс Хилкен. После короткого разговора появляется призрак. Фред с Дафной отвлекаются на его смех, затем замечают, что Мисс Хилкен исчезла без следа. После этого команда приходит в сам актовый зал, где сражаются с призраком. Одолевая его, Фред снимает маску, под которой оказывается Тренер Хэйс. Оказывается, что тренер хотел саботировать выступление, для того чтобы люди пришли на его соревнование по футболу.
После раскрытия тайны призрака в школе, команда поехала дальше. Они решили остановиться у Луна-парка, для того чтобы Скуби-Ду и Шегги смогли поесть, но замечая то, что парк закрыт, а из него доносятся крики, команда решает попасть внутрь через канализацию. После проникновения в парк, команда находит охранника, который говорит о том, что улики можно найти в «Доме с привидениями». По пути к нему, команда встречает Виджета, который владеет компьютерными знаниями и детектором злых игрушек. Виджет говорит, что охраняет город, но при попытке спасения Дафны и Велмы от клоунов, сам чуть не падает с колеса обозрения. После этой встречи, команда находит в доме с привидениями тот самый детектор игрушек, которым владел Виджет. После этого команда отправляется в город, который находится рядом с парком, где находят каталог тех самых злых игрушек и человека, который зовёт себя Тимом Тойлером. После знакомства Тима с Фредом и Дафной, появляется Виджет, который выстреливает ракетой в Тима, тот начинает бежать. После нахождения каталога, команда решается пойти на завод игрушек и найти игрушечника, который создаёт их. На самой фабрике команда находит цилиндр Тима Тойлера и начинают думать, что тот попал в беду, когда хотел попасть на завод. На самом заводе команда одолевает гигантского робота, из которого выпрыгивает сам Тим Тойлер. Оказывается, что Тим и являлся игрушечником. Когда открылся парк развлечений, дети перестали покупать его игрушки. От чего ему стало завидно, и тот решил отправить армию злых игрушек-роботов, которые отпугнули весь народ. Виджет оказался учеником Тима. После того как Тима Тойлера раскрыли, Виджет начнёт создавать новые игрушки. Команда продолжает свой путь к замку.
Спустя время, команда прибывает в «Скалистую Бухту». Велма замечает, что деревня выглядит заброшенной. Команда решает найти одного из жителей, для того чтобы узнать, что произошло. Но во время поиска на них нападают крабы. Команда отбивается от них и находят приманку для крабов, которая заставляет всех крабов Скалистой бухты вести себя довольно резко. Затем у пристани команда встречает Капитана Синюю Бороду. Тот рассказывает о том, что крабы сошли с ума из-за корабля-призрака и «Глубинного». Также Капитан говорит о том, что команде надо расспросить Китобоя Вилли. Команда решается и находит Вилли, когда он поднимает коробки. После того как команда решила представиться, Вилли роняет коробки, в которых оказывается жемчуг. После этого Вилли говорит о том, что Капитан Синяя Борода потопил его корабль, который так и не подняли. Затем Вилли предлагает команде пойти к маяку, так как оттуда можно рассмотреть всю бухту. Команда соглашается и по пути к маяку, находит мешок с дорогим жемчугом, а также встречаются с Сэтом Рыболуем, который также является профессиональным дайвером и работал с коробками с жемчугом. Фред замечает, что Сэт берёт ласты и сразу предлагает Фреду помочь с коробками, Фред соглашается. После этого команда поднимается на маяк и видит сам корабль-призрак, на который поднимаются. На самом корабле команда находит табличку с корабля Вилли, значит корабль всё же подняли. Также команда находит чек, адресованный Сэту от Вилли. После этого на команду нападает сам «Глубинный», который является роботом в виде гигантского омара. После побега команда начинает сражаться с самим «Глубинным». Победив его, оказывается что им управлял Вилли и Сет Рыбалуй. После этого выясняется, что они это сделали для того, чтобы свободно воровать жемчуг из бухты, который нашли когда поднимали корабль Вилли. Команда продолжает свой путь к Замку.
После раскрытия тайны корабля-призрака, команда попадает на фестиваль, но замечает, что никого нет. После этого команда собирается пройти в замок, при входе в который их встречает дворецкий Костингтон, а также Леди Азарния, которая рассказывает о том, что на Бароне лежит проклятие. Команда решает найти самого Барона, Костингтон направляет их к пути во внутренний двор замка, где находится сам Барон. У входа во двор Фред и Велма находят золотые самородки, а затем и самого Барона, который рассказывает о том, что замок Кейстоун построила его прародительница Леди Азарния 900 лет назад, но она не успела в нём пожить, и барон отправил её в темницу, в которой она изучала тёмную магию, пообещав, что вернётся после своей смерти, чтобы отомстить брату. После этого каждого Барона ждала смерть от рук Королевы Ведьм. Барон отправляет команду на поиски его егеря Кейла Перкинса, так как он знает земли замка как никто другой. Команда находит Кейла, обороняющегося от оборотней. После победы над ними, Кейл сообщает о том, что улики можно найти у дома около озера. У самого дома команда находит ключи от замка Кейстоун и вход в шахты, в которые вся команда и направляется. В шахтах команда находит тапочки самой Леди Азарнии. После этого команда через лифт в шахте попадает в сам замок, где находят фотоальбом, где есть фотографии Барона, но нет фотографий Леди Азарнии. После это команда оказывается в одной из башен, где и сражаются с самой Ведьмой. После победы над ней замок начал рушиться, после чего Барон начинает благодарить команду за снятие проклятия. Велма утверждает, что Леди Азарния, сестра барона, хотела украсть всё золото из шахт себе и выгнать Барона. Но Барон утверждает, что никакой сестры у него не было, и что он единственный ребёнок в семье. После его слов Фред говорит, что видел, как Костингтон говорил с Леди Азарнией, но Дафна подмечает, что Фред видел, как Леди Азарния говорила с Костингтоном. После этого Велма утверждает, что эта тайна останется неразгаданной. Сразу после этого появляется Костингтон и объявляет, что Фестиваль еды открыт. Все радуются, а камера отводит взгляд на разрушенный замок, из которого вылетает сама Ведьма и игра заканчивается.

## Рецензии
| Сводный рейтинг    | Сводный рейтинг | Сводный рейтинг | Сводный рейтинг | Сводный рейтинг |
| Издание            | Оценка          | Оценка          | Оценка          | Оценка          |
| Издание            | Общая           | DS              | PS2             | Wii             |
| ------------------ | --------------- | --------------- | --------------- | --------------- |
| GameRankings       |                 | 53,67 %         | 53,33 %         | 58,83 %         |
| Metacritic         |                 | 54/100          | 53/100          | 56/100          |
| Иноязычные издания |                 |                 |                 |                 |
| Издание            | Оценка          | Оценка          | Оценка          | Оценка          |
| Издание            | Общая           | DS              | PS2             | Wii             |
| GamesRadar+        |                 | 51 %            |                 |                 |
| IGN                | 5/10            |                 |                 |                 |
| PALGN              | 4/10            |                 |                 |                 |

«Скуби-Ду! Зловещий замок» получила смешанные оценки после выхода. Metacritic дала игре 56 баллов из 100 для версии игры на Wii, 54 из 100 для версии на Nintendo DS. 53 из 100 для версии на PlayStation 2.